# Užovka levhartí
Užovka levhartí (Elaphe situla nebo Zamenis situla) je pestře zbarvený had z čeledi užovkovitých. Žije ve Středomoří a pobřeží Černého moře a často je označována za nejkrásnějšího evropského hada.
Teraristé obdivují její nádherné barevné vzory, nicméně jelikož jde o velmi náročný druh, je její chov doporučován jen zkušeným chovatelům.

## Rozšíření a biotop
Žije na Balkáně, v jižní Itálii, na Maltě, býv. Jugoslávii, na Rhodu a Krétě, v Turecku, na Krymu a na Ukrajině. Obývá kamenité louky s křovinatým porostem ve výšce 800–1400 m n. m. (výjimečně do výšky 1600 m n. m.) Populace jsou rozšířeny ostrůvkovitě, o počtech těchto hadů v přírodě není mnoho informací, spíše se zdá, že její stavy klesají.

## Popis
Dorůstá do délky kolem 1 metru, jen výjimečně o málo více. Protažená hlava je výrazně odlišena od štíhlého těla, zbarveného žlutozeleně, nebo šedožlutě. Na hřbetě jsou červené skvrny, které někdy (např. u exemplářů z Kréty) splývají do pásů. Na bocích se nacházejí šedočerné skvrny.

## Život v přírodě
V přírodě upadá do zimního spánku v polovině až koncem října a probouzí se v dubnu. Páří se několik hodin v květnu až červnu. V červenci až srpnu klade do puklin v zemi 3–5 vajec. Při teplotě 24–28 °C se za 50–73 dnů líhnou 30–35 cm dlouhá mláďata, která pohlavně dospívají ve dvou až třech letech.
Na Balkáně ji i příbuznou užovku pardálí (Elaphe quatuorlineata) lidé často ubíjejí kvůli pověře, že tito hadi vysávají na pastvě kravám a kozám mléko. To je však naprostý nesmysl, hadi se mlékem neživí ani ho nemohou sát, protože k tomu nemají uzpůsobený ústní otvor.

## Chov
Užovka levhartí není běžným chovancem v teráriích, neboť se jedná o dost choulostivý druh, který vyžaduje zimování a nižší noční teploty. Terárium musí být středně velké, doplněné úkryty a větvemi na šplhání. Miska s čistou vodou je samozřejmostí. Žije poměrně skrytě. Je aktivní hlavně brzy ráno, nebo před západem slunce. Ačkoliv obývá poměrně teplé oblasti, příliš vysoká teplota jí nevyhovuje – dává přednost denní teplotě jen kolem 20 °C, max. do 24 °C.
Vzhledem k tomu, že je užovka levhartí poměrně náročným chovancem, a protože její stavy v přírodě mají (díky ubíjení a mizení přirozeného biotopu) klesající tendenci, nelze její chov v žádném případě doporučit začátečníkům.

### Odchov
Pro dosažení rozmnožení je nezbytné přezimování. To by mělo trvat minimálně 3 měsíce, při teplotě 5–7 °C. Mladé E. situla přijímají po prvním svlékání malá myšata.

## Potrava
V zajetí krmíme hlodavci přiměřené velikosti, v přírodě tito hadi loví příležitostně i ještěrky.